# Antonio Trivulzio (Kardinal, 1514)
Antonio Trivulzio genannt der Jüngere (* 1514 in Mailand; † 24. oder 25. Juni 1559 auf Schloss Saint-Martin bei Paris) war ein italienischer Kardinal des 16. Jahrhunderts.

## Leben

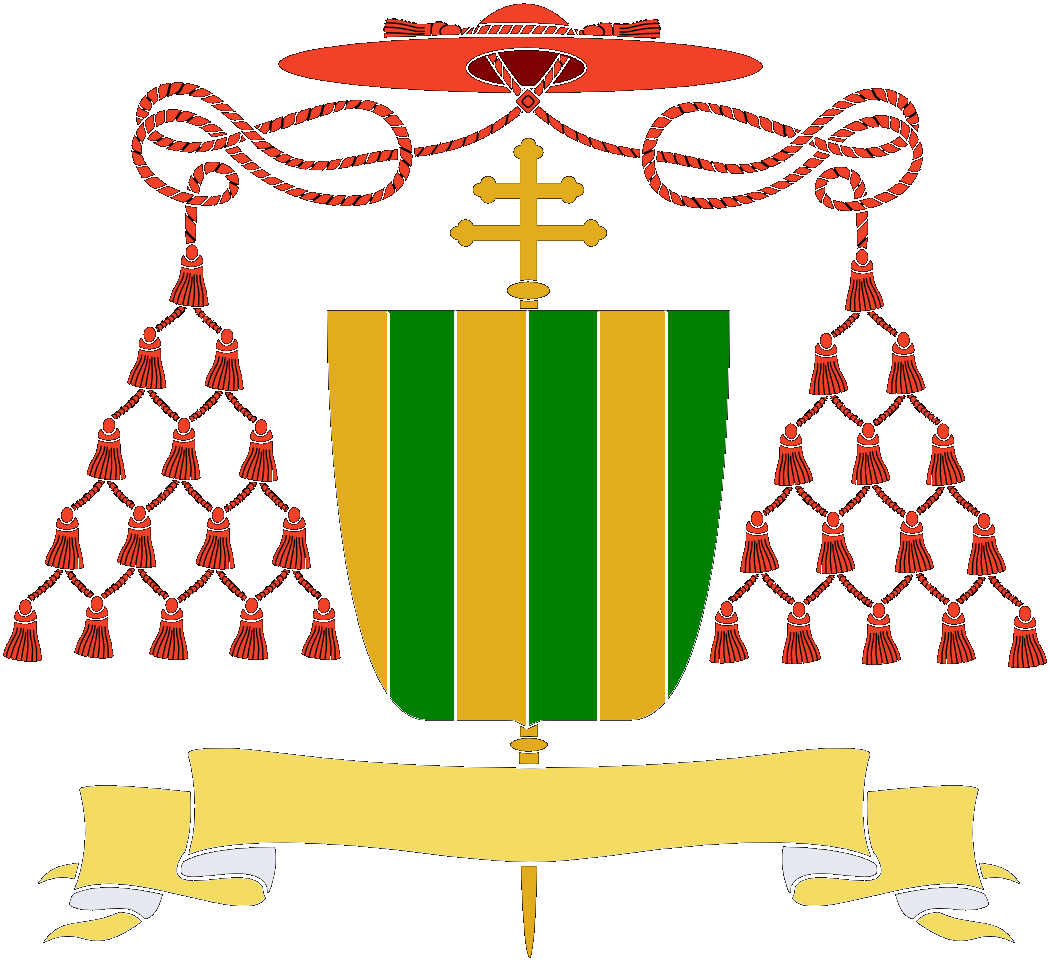
Wappen der Kardinäle des Hauses Trivulzio

Er war ein jüngerer Sohn von Girolamo Teodoro Trivulzio († 1514), und Antonia Fiorbellina Barbiano di Belgioioso. Seine Onkel waren der Kardinal Scaramuccia Trivulzio († 1527) und Antonio Trivulzio, u. a. Bischof von Como († 1519). Den Beinamen „der Jüngere“ trägt er zur Unterscheidung von Kardinal Antonio Trivulzio dem Älteren.
Antonio Trivulzio war Referent an der Apostolischen Signatur. Am 7. Juni 1535 wurde er zum Bischof von Toulon gewählt. 1544 bis 1547 war er Vice-légat pontificaux in Avignon. Er widersetzte sich vehement dem Zuzug von Protestanten in das Comtat Venaissin und unterstützte die Armeen des französischen Königs bei deren Vertreibung aus Cabrières et Mérindol. Er war zwischen 1549 und 1550 Vize-Legat in Perugia und wurde am 25. April 1550 zum Apostolischen Nuntius in Frankreich ernannt.
Als er 1556/57 Nuntius in Venedig war, erhob ihn Papst Paul IV. auf dem Konsistorium vom 15. März 1557 zum Kardinal. Am 11. Oktober des Jahres wurde Trivulzio als Kardinalpriester der Titelkirche Santi Giovanni e Paolo installiert, am 16. Oktober wurde er Präfekt der Apostolischen Signatur.
Kardinal Trivulzio wurde am 18. Mai 1557 zum Legatus a latere in Venedig, am 20. September 1557 in Frankreich ernannt, hier, um den Frieden zwischen den Königen Heinrich II. von Frankreich und Philipp II. von Spanien wiederherzustellen, was in die Verträge von Cateau-Cambrésis mündete.
Er starb zwischen dem 24. und 25. Juni 1559 nach einem Schlaganfall auf Schloss Saint-Martin bei Paris und wurde in der Kapelle der Schlosses bestattet.